# Solanum tunariense
Solanum tunariense är en potatisväxtart som beskrevs av Carl Ernst Otto Kuntze. Solanum tunariense ingår i släktet skattor som ingår i familjen potatisväxter. Inga underarter finns listade i Catalogue of Life.